# Blackett Lake
Blackett Lake är en sjö i Kanada.   Den ligger i Thunder Bay District och provinsen Ontario, i den sydöstra delen av landet, 1 100 km nordväst om huvudstaden Ottawa. Blackett Lake ligger 324 meter över havet. Arean är 1,7 kvadratkilometer. Den sträcker sig 2,5 kilometer i nord-sydlig riktning, och 2,4 kilometer i öst-västlig riktning.
I omgivningarna runt Blackett Lake växer i huvudsak blandskog. Trakten runt Blackett Lake är nära nog obefolkad, med mindre än två invånare per kvadratkilometer.